# Premiership Rugby 2018-2019
Premiership Rugby 2018-19 fu il 32º campionato nazionale inglese di rugby a 15 di prima divisione.
Si tenne dal 31 agosto 2018 al 1º giugno 2019 tra 12 squadre, che si incontrarono nella stagione regolare a girone unico che designò le quattro contendenti ai play-off per il titolo finale.
Da tale stagione il campionato assunse il nome di Gallagher Premiership a seguito di accordo di naming stipulato ad aprile 2018 con la compagnia statunitense d'assicurazioni e gestione finanziaria Arthur J. Gallagher.
Il campionato fu vinto, per la quinta volta, dai Saracens, vittoriosi in finale in rimonta su Exeter, che aveva altresì dominato la stagione regolare con 8 punti di vantaggio sugli stessi Saracens.
La finale fu la esatta riproposizione di quella dell'anno precedente, anche nell'esito che pure allora vide vincitrice la selezione londinese.
Il Sale Sharks non ebbe bisogno di disputare lo spareggio tra le settime del Pro14 e del Top 14 per via di una serie di circostanze verificatesi in combinazione nelle coppe europee di quella stagione: le vincitrici rispettivamente di Champions Cup e la Challenge Cup, infatti, Saracens e Clermont, erano comunque qualificate per la Champions Cup 2019-20 per via della loro posizione in classifica; stesso discorso per l'altra finalista di Challenge Cup, La Rochelle e per la semifinalista sconfitta di Challenge Cup Harlequins, lasciando quindi il Sale Sharks a occupare il posto spettante al qualificato tramite la Challenge Cup.
A retrocedere in Championship fu, invece, Newcastle, matematicamente condannata alla penultima giornata dopo una sconfitta a Gloucester che le impedì di raggiungere Leicester, beneficiaria di un bonus sconfitta a Londra contro l'Harlequins.
Per Newcastle si trattò del ritorno in seconda divisione dopo 6 stagioni.
Il valore delle marcature, come stabilito da World Rugby nel 2017, è: 5 punti per ciascuna meta (7 se trasformata), 7 punti per la meta tecnica, 3 punti per la realizzazione di ciascun calcio piazzato, idem per il drop.

## Squadre partecipanti
| Club        | Sponsor | Città               | Impianto interno         |
| ----------- | ------- | ------------------- | ------------------------ |
| Bath        |         | Bath                | Recreation Ground        |
| Bristol     |         | Bristol             | Ashton Gate              |
| Exeter      |         | Exeter              | Sandy Park               |
| Gloucester  |         | Gloucester          | Kingsholm                |
| Harlequins  |         | Londra              | The Stoop                |
| Leicester   |         | Leicester           | Welford Road             |
| Newcastle   |         | Newcastle upon Tyne | Kingston Park            |
| Northampton |         | Northampton         | Franklin’s Gardens       |
| Sale Sharks |         | Salford             | Salford City Stadium     |
| Saracens    |         | Londra              | Barnet Copthall          |
| Wasps       |         | Coventry            | City of Coventry Stadium |
| Worcester   |         | Worcester           | Sixways                  |

## Stagione regolare

### Risultati
|            | 1ª giornata                 |       |
| ---------- | --------------------------- | ----- |
| 31-8-2018  | Bristol — Bath              | 17-10 |
| 1-9-2018   | Gloucester — Northampton    | 27-16 |
| 1-9-2018   | Harlequins — Sale Sharks    | 51-23 |
| 1-9-2018   | Worcester — Wasps           | 20-21 |
| 1-9-2018   | Exeter Chiefs — Leicester   | 40-6  |
| 2-9-2018   | Newcastle — Saracens        | 21-32 |
|            |                             |       |
|            | 4ª giornata                 |       |
| 21-9-2018  | Newcastle — Exeter Chiefs   | 17-24 |
| 22-9-2018  | Bath — Northampton          | 17-15 |
| 22-9-2018  | Bristol — Harlequins        | 20-13 |
| 22-9-2018  | Sale Sharks — Wasps         | 13-31 |
| 23-9-2018  | Leicester — Worcester       | 37-44 |
| 23-9-2018  | Saracens — Gloucester       | 38-15 |
|            |                             |       |
|            | 7ª giornata                 |       |
| 16-11-2018 | Gloucester — Leicester      | 36-13 |
| 16-11-2018 | Harlequins — Newcastle      | 20-7  |
| 17-11-2018 | Bath — Worcester            | 28-13 |
| 17-11-2018 | Northampton — Wasps         | 36-17 |
| 17-11-2018 | Saracens — Sale Sharks      | 31-25 |
| 18-11-2018 | Bristol — Exeter Chiefs     | 29-31 |
|            |                             |       |
|            | 10ª giornata                |       |
| 21-12-2018 | Worcester — Northampton     | 6-32  |
| 22-12-2018 | Exeter Chiefs — Saracens    | 31-13 |
| 22-12-2018 | Leicester — Harlequins      | 35-24 |
| 22-12-2018 | Sale Sharks — Bristol       | 27-10 |
| 23-12-2018 | Newcastle — Gloucester      | 17-20 |
| 23-12-2018 | Wasps — Bath                | 14-24 |
|            |                             |       |
|            | 13ª giornata                |       |
| 15-2-2019  | Bristol — Wasps             | 22-29 |
| 15-2-2019  | Gloucester — Exeter Chiefs  | 24-17 |
| 16-2-2019  | Northampton — Sale Sharks   | 67-17 |
| 16-2-2019  | Bath — Newcastle            | 30-13 |
| 16-2-2019  | Harlequins — Worcester      | 47-33 |
| 16-2-2019  | Saracens — Leicester        | 33-10 |
|            |                             |       |
|            | 16ª giornata                |       |
| 8-3-2019   | Bath — Saracens             | 18-9  |
| 8-3-2019   | Sale Sharks — Leicester     | 32-5  |
| 9-3-2019   | Wasps — Newcastle           | 19-20 |
| 9-3-2019   | Northampton — Bristol       | 24-26 |
| 9-3-2019   | Worcester — Exeter Chiefs   | 30-33 |
| 10-3-2019  | Harlequins — Gloucester     | 7-29  |
|            |                             |       |
|            | 19ª giornata                |       |
| 12-4-2019  | Newcastle — Leicester       | 22-27 |
| 13-4-2019  | Gloucester — Bath           | 27-23 |
| 13-4-2019  | Harlequins — Northampton    | 19-20 |
| 13-4-2019  | Worcester — Sale Sharks     | 39-17 |
| 13-4-2019  | Bristol — Saracens          | 23-21 |
| 14-4-2019  | Exeter Chiefs — Wasps       | 19-26 |
|            |                             |       |
|            | 22ª giornata                |       |
| 18-5-2019  | Exeter Chiefs — Northampton | 40-21 |
| 18-5-2019  | Leicester — Bath            | 31-32 |
| 18-5-2019  | Newcastle — Bristol         | 12-19 |
| 18-5-2019  | Sale Sharks — Gloucester    | 46-41 |
| 18-5-2019  | Wasps — Harlequins          | 27-25 |
| 18-5-2019  | Worcester — Saracens        | 31-29 |

|            | 2ª giornata                 |       |
| ---------- | --------------------------- | ----- |
| 7-9-2018   | Northampton — Harlequins    | 25-18 |
| 8-9-2018   | Wasps — Exeter Chiefs       | 31-42 |
| 8-9-2018   | Leicester — Newcastle       | 49-33 |
| 8-9-2018   | Saracens — Bristol          | 44-23 |
| 8-9-2018   | Bath — Gloucester           | 31-31 |
| 9-9-2018   | Sale Sharks — Worcester     | 21-15 |
|            |                             |       |
|            | 5ª giornata                 |       |
| 28-9-2018  | Newcastle — Wasps           | 22-23 |
| 29-9-2018  | Bristol — Northampton       | 40-45 |
| 29-9-2018  | Exeter Chiefs — Worcester   | 28-11 |
| 29-9-2018  | Gloucester — Harlequins     | 25-27 |
| 29-9-2018  | Saracens — Bath             | 50-27 |
| 30-9-2018  | Leicester — Sale Sharks     | 19-15 |
|            |                             |       |
|            | 8ª giornata                 |       |
| 23-11-2018 | Newcastle — Bath            | 16-8  |
| 23-11-2018 | Worcester — Harlequins      | 20-13 |
| 24-11-2018 | Exeter Chiefs — Gloucester  | 23-6  |
| 24-11-2018 | Sale Sharks — Northampton   | 18-13 |
| 24-11-2018 | Wasps — Bristol             | 32-28 |
| 25-11-2018 | Leicester — Saracens        | 22-27 |
|            |                             |       |
|            | 11ª giornata                |       |
| 28-12-2018 | Northampton — Exeter Chiefs | 31-28 |
| 29-12-2018 | Gloucester — Sale Sharks    | 15-30 |
| 29-12-2018 | Saracens — Worcester        | 25-17 |
| 29-12-2018 | Harlequins — Wasps          | 20-13 |
| 30-12-2018 | Bath — Leicester            | 23-16 |
| 30-12-2018 | Bristol — Newcastle         | 35-28 |
|            |                             |       |
|            | 14ª giornata                |       |
| 22-2-2019  | Gloucester — Saracens       | 30-24 |
| 23-2-2019  | Harlequins — Bristol        | 36-26 |
| 23-2-2019  | Wasps — Sale Sharks         | 18-24 |
| 23-2-2019  | Exeter Chiefs — Newcastle   | 35-17 |
| 23-2-2019  | Northampton — Bath          | 27-26 |
| 24-2-2019  | Worcester — Leicester       | 17-13 |
|            |                             |       |
|            | 17ª giornata                |       |
| 22-3-2019  | Leicester — Northampton     | 15-29 |
| 23-3-2019  | Bristol — Worcester         | 25-27 |
| 23-3-2019  | Gloucester — Wasps          | 27-14 |
| 23-3-2019  | Saracens — Harlequins       | 27-20 |
| 23-3-2019  | Newcastle — Sale Sharks     | 22-17 |
| 24-3-2019  | Exeter Chiefs — Bath        | 29-10 |
|            |                             |       |
|            | 20ª giornata                |       |
| 26-4-2019  | Newcastle — Northampton     | 17-31 |
| 26-4-2019  | Sale Sharks — Bath          | 6-3   |
| 27-4-2019  | Exeter Chiefs — Harlequins  | 17-15 |
| 27-4-2019  | Leicester — Bristol         | 20-23 |
| 27-4-2019  | Wasps — Saracens            | 14-31 |
| 28-4-2019  | Worcester — Gloucester      | 27-20 |

|            | 3ª giornata                 |       |
| ---------- | --------------------------- | ----- |
| 14-9-2018  | Gloucester — Bristol        | 35-13 |
| 15-9-2018  | Exeter Chiefs — Sale Sharks | 35-18 |
| 15-9-2018  | Harlequins — Bath           | 32-37 |
| 15-9-2018  | Northampton — Saracens      | 27-38 |
| 15-9-2018  | Worcester — Newcastle       | 20-23 |
| 16-9-2018  | Wasps — Leicester           | 41-35 |
|            |                             |       |
|            | 6ª giornata                 |       |
| 5-10-2018  | Bath — Exeter Chiefs        | 24-39 |
| 6-10-2018  | Northampton — Leicester     | 15-23 |
| 6-10-2018  | Sale Sharks — Newcastle     | 20-7  |
| 6-10-2018  | Wasps — Gloucester          | 21-35 |
| 6-10-2018  | Harlequins — Saracens       | 20-25 |
| 7-10-2018  | Worcester — Bristol         | 52-7  |
|            |                             |       |
|            | 9ª giornata                 |       |
| 30-11-2018 | Harlequins — Exeter Chiefs  | 28-26 |
| 1-12-2018  | Bristol — Leicester         | 41-10 |
| 1-12-2018  | Gloucester — Worcester      | 36-16 |
| 1-12-2018  | Northampton — Newcastle     | 14-16 |
| 1-12-2018  | Saracens — Wasps            | 29-6  |
| 2-12-2018  | Bath — Sale Sharks          | 7-7   |
|            |                             |       |
|            | 12ª giornata                |       |
| 4-1-2019   | Sale Sharks — Saracens      | 24-18 |
| 5-1-2019   | Exeter Chiefs — Bristol     | 14-9  |
| 5-1-2019   | Leicester — Gloucester      | 34-16 |
| 5-1-2019   | Newcastle — Harlequins      | 17-38 |
| 5-1-2019   | Worcester — Bath            | 21-19 |
| 6-1-2019   | Wasps — Northampton         | 27-16 |
|            |                             |       |
|            | 15ª giornata                |       |
| 1-3-2019   | Bristol — Gloucester        | 28-24 |
| 2-3-2019   | Bath — Harlequins           | 29-31 |
| 2-3-2019   | Leicester — Wasps           | 19-14 |
| 2-3-2019   | Sale Sharks — Exeter Chiefs | 14-20 |
| 2-3-2019   | Saracens — Northampton      | 36-17 |
| 3-3-2019   | Newcastle — Worcester       | 17-6  |
|            |                             |       |
|            | 18ª giornata                |       |
| 5-4-2019   | Sale Sharks — Harlequins    | 28-17 |
| 6-4-2019   | Bath — Bristol              | 26-19 |
| 6-4-2019   | Saracens — Newcastle        | 26-12 |
| 6-4-2019   | Wasps — Worcester           | 28-16 |
| 6-4-2019   | Leicester — Exeter Chiefs   | 20-52 |
| 7-4-2019   | Northampton — Gloucester    | 31-40 |
|            |                             |       |
|            | 21ª giornata                |       |
| 3-5-2019   | Bristol — Sale Sharks       | 20-20 |
| 3-5-2019   | Harlequins — Leicester      | 23-19 |
| 4-5-2019   | Gloucester — Newcastle      | 28-19 |
| 4-5-2019   | Northampton — Worcester     | 38-10 |
| 4-5-2019   | Saracens — Exeter Chiefs    | 38-7  |
| 5-5-2019   | Bath — Wasps                | 29-17 |

### Classifica
| Pos | Squadra     | G  | V  | N | P  | PF  | PS  | DP   | BMP | Pt |
| --- | ----------- | -- | -- | - | -- | --- | --- | ---- | --- | -- |
| 1   | Exeter      | 22 | 17 | 0 | 5  | 630 | 438 | +192 | 18  | 86 |
| 2   | Saracens    | 22 | 16 | 0 | 6  | 644 | 440 | +204 | 14  | 78 |
| 3   | Gloucester  | 22 | 13 | 1 | 8  | 587 | 515 | +72  | 14  | 68 |
| 4   | Northampton | 22 | 11 | 0 | 11 | 590 | 521 | +69  | 12  | 56 |
| 5   | Harlequins  | 22 | 10 | 0 | 12 | 544 | 528 | +16  | 16  | 56 |
| 6   | Bath        | 22 | 10 | 2 | 10 | 481 | 480 | +1   | 12  | 56 |
| 7   | Sale Sharks | 22 | 11 | 2 | 9  | 462 | 504 | −42  | 7   | 55 |
| 8   | Wasps       | 22 | 10 | 0 | 12 | 483 | 552 | −69  | 11  | 51 |
| 9   | Bristol     | 22 | 9  | 1 | 12 | 503 | 580 | −77  | 13  | 51 |
| 10  | Worcester   | 22 | 9  | 0 | 13 | 491 | 557 | −66  | 10  | 46 |
| 11  | Leicester   | 22 | 7  | 0 | 15 | 478 | 632 | −154 | 13  | 41 |
| 12  | Newcastle   | 22 | 6  | 0 | 16 | 395 | 541 | −146 | 7   | 31 |

## Play-off
|  | Semifinali | Semifinali  | Semifinali |          |        | Finale | Finale | Finale |  |
|  |            |             |            |          |        |        |        |        |  |
|  | 1          | Exeter      | 42         |          |        |        |        |        |  |
|  | 1          | Exeter      | 42         |          |        |        |        |        |  |
|  | 4          | Northampton | 12         |          |        |        |        |        |  |
|  | 4          | Northampton | 12         |          | Exeter | Exeter | 34     |        |  |
|  |            |             |            |          | Exeter | Exeter | 34     |        |  |
|  |            |             | Saracens   | Saracens | 37     |        |        |        |  |
|  | 2          | Saracens    | Saracens   | Saracens | 37     | 44     |        |        |  |
|  | 2          | Saracens    |            |          |        |        |        |        |  |
|  | 3          | Gloucester  | 19         |          |        |        |        |        |  |

### Semifinali
| Arbitro: | Luke Pearce (Exeter) |

|                                                                |      |                                       |
| Maitland 4’ Spencer 28’ L. Williams 36’ Tompkins 41’, 49’, 55’ | mt   | 2’ B. Morgan 58’ R. Dreyer 67’ Ludlow |
| O. Farrell 28’, 41’, 49’, 55’                                  | tr   | 2’, 58’ Twelvetrees                   |
| 16’, 35’ O. Farrell                                            | c.p. |                                       |

| Arbitro: | Matthew Carley (Kent) |

|                                                                                       |    |                            |
| H. Williams 15’ J. Simmonds 20’ Dennis 44’ O’Flaherty 47’ S. Simmonds 69’ S. Hill 80’ | mt | 27’ meta tecnica 29’ Tuala |
| J. Simmonds 15’, 20’, 44’, 47’, 69’, 80+1’                                            | tr |                            |

### Finale
| Arbitro: | Wayne Barnes (Gloucester) |

| |              | |
| White 1’ Ewers 20’ J. Hill 30’ H. Slade 57’ S. Hill 80’ | mt           | 3’, 76’ George 13’ Spencer 59’ L. Williams 67’ Maitland |
| J. Simmonds 1’, 20’, 80’ | tr           | 59’, 67’, 76’ O. Farrell |
| J. Simmonds 40+1’ | c.p.         | 9’, 35’ O. Farrell |
| · 69’ Nowell · 61’ Cuthbert · 3-13’ H. Slade · Devoto · O’Flaherty · J. Simmonds · 65’ White · Kvesic · 25’ 35’ Armand · Ewers · 49’J. Hill · 68’ Dennis · 46’ H. Williams · 46’ Yeandle · 46’ Moon | Formazioni   | · Goode · L. Williams 77’ · Lozowski · Barritt 41’ · Maitland · O. Farrell · Spencer 41’ · B. Vunipola · Wray 55’ · Itoje 18-28’ · Kruis · Skelton 48’ 58’ 69’ · Koch 71’ · George · Barrington 65’ |
| · 46’ Cowan-Dickie · 46’ Hepburn · 46’ Francis · 25’ 35’ 49’ Skinner · 68’ S. Simmonds · 65’ Maunder · 69’ Steenson · 61’ S. Hill                                                                   | Sostituzioni | · Woolstencroft 69’ · Adams-Hale 65’ · Judge 71’ · Isiekwe 55’ · Rhodes 48’ 58’ · Wigglesworth 41’ · Tompkins 41’ · Strettle 77’                                                                    |
| Rob Baxter | Allenatori   | Mark McCall |

## Verdetti
- Saracens campione d'Inghilterra.
- Exeter, Saracens, Gloucester, Northampton, Harlequins e Bath: qualificate all'European Rugby Champions Cup 2019-20.
- Sale Sharks, Wasps, Bristol, Worcester e Leicester: qualificate all'European Rugby Challenge Cup 2019-20.
- Newcastle: retrocessa in Championship 2019-20.